# Quai Saint-Exupéry
Quai Saint-Exupéry (nábřeží Saint-Exupéryho) je nábřeží v Paříži. Nachází se v 16. obvodu. Je pojmenováno podle francouzského letce a spisovatele Antoina de Saint-Exupéryho. Nábřeží je součástí rychlostní komunikace Voie Georges-Pompidou.

## Poloha
Nábřeží vede po pravém břehu řeky Seiny. Začíná na křižovatce s Boulevardem Murat, kde na něj navazuje Quai Louis-Blériot a končí až za hranicemi Paříže na území města Boulogne-Billancourt, kde na něj navazuje Quai du Point-du-Jour.